# Corpus bonorum civitatis
Das corpus bonorum civitatis von Hannover, kurz auch corpus bonorum, war eine ab 1720 erstellte Beschreibung des Grundbesitzes der Stadt sowie ein Verzeichnis der der Stadt zustehenden Rechte und aufgetragenen oder übernommenen Pflichten.

## Beschreibung
Das erste „Corpus Bonorum Civitatis Hannover. A. MDCCXX“ entstand unter der Federführung des seinerzeitigen von der Stadt beauftragten Syndikus und späteren Bürgermeister Christian Ulrich Grupen.
Die Bände des corpus bonorum sind eine „wertvolle stadtgeschichtliche Quelle“, die in acht Kapitel untergliedert sind:

„I. Unbewegliche Güter innerhalb der Stadt,

II. Jura und Gerechtigkeiten innerhalb der Stadt,

III. Nomina activa oder der Stadt ausstehende Schulden,

IV. Unbewegliche Güter außerhalb der Stadt

V. Lehngüter in und außerhalb der Stadt,

VI. Jura und Gerechtigkeiten außerhalb der Stadt,

VII. Immunitates, privilegia und Freyheiten in und außerhalb der Stadt,

VIII. Onera civitatis“